# Sherman Fairchild
Sherman Mills Fairchild (7 d'abril de 1896 - 28 de març de 1971) va ser un empresari i inversor nord-americà. Va fundar més de 70 empreses, incloses Fairchild Aircraft (Fairchild Aviation Corporation), Fairchild Industries i Fairchild Camera and Instrument. Fairchild va fer contribucions importants a la indústria de l'aviació i va ser inclòs al National Aviation Hall of Fame el 1979. La seva empresa Fairchild Camera & Instrument Corporation, Semiconductor Division, va tenir un paper determinant en el desenvolupament de Silicon Valley. Va tenir més de 30 patents per a productes que van des del semiconductor de silici fins a la càmera de cinema de so domèstic de 8 mm. Fairchild també és responsable d'inventar el primer obturador i flaix de la càmera sincronitzada, així com de desenvolupar noves tecnologies per a càmeres aèries que posteriorment es van utilitzar a les missions Apollo.
Nascut a Oneonta, Nova York, Sherman Fairchild va ser l'únic fill de George Winthrop Fairchild (1854–1924) i Josephine Mills Sherman (1859–1924). El seu pare era un congressista republicà, així com un cofundador i el primer president d'IBM. La seva mare era filla de William Sherman, de Davenport, Iowa.
El seu pare va morir el 31 de desembre de 1924, i com a fill únic va heretar la propietat multimilionària del seu pare. També va heretar les accions d'IBM del seu pare, convertint-se en el major accionista individual d'IBM fins a la seva mort el 1971.
Conegut per ser un nen especialment brillant i naturalment curiós, Fairchild es va matricular a la Universitat Harvard el 1915 on, al primer any, va inventar el primer obturador i flaix de la càmera sincronitzada. Durant aquests anys universitaris va contreure tuberculosi i, sota el consell del seu metge, es va traslladar a Arizona per recuperar-se en el clima més sec. Després es va traslladar a la Universitat d'Arizona, on es va interessar cada cop més per la fotografia. Més tard es va traslladar a la Universitat de Colúmbia a Nova York i es va matricular al Columbia College de 1919 a 1920, segons el registrador oficial. A causa dels seus problemes mèdics en curs, Fairchild no va obtenir cap títol de cap d'aquestes escoles. En canvi, va perseguir el seu desig de convertir-se en emprenedor.